# Romanie Schotte
Romanie Schotte (Brugge, 15 oktober 1997) is een Belgisch model dat werd verkozen tot Miss België 2017.

## Biografie
Romanie Schotte is afkomstig uit Brugge, en was op het moment van haar verkiezing tot Miss België studente KMO-management. Schotte is een achternicht van wielrenner Briek Schotte.

## Miss België 2017
Op 14 januari 2017 werd Schotte tijdens een rechtstreekse uitzending op AB3 en FOX vanuit het Proximus Theater in De Panne gekroond tot Miss België 2017. Met haar titel werd ze de opvolgster van Lenty Frans.
Enkele dagen na haar verkiezing kwam Schotte in opspraak doordat ze racistische commentaar gaf op een instagramfoto, waarop het Unia (Interfederaal Gelijkekansencentrum) een racismedossier tegen haar opende. Schotte verwijderde vervolgens het commentaar op haar instagram-profiel. Op 19 januari 2017 werd het dossier reeds gesloten, omdat Schotte volgens het oordeel van het Unia geen enkele juridische grens had overschreden. Op 18 november 2017 nam Schotte deel aan de Miss World-verkiezing in China, maar kon zich niet plaatsen in de top vijftien.
- Gemeinsame Normdatei: 1165896400
- Virtual International Authority File: 2689153596630151900001